# Fagmetodisk undervisning
 Der er for få eller ingen kildehenvisninger i denne artikel, hvilket er et problem. Du kan hjælpe ved at angive troværdige kilder til de påstande, som fremføres i artiklen.

Fagmetodisk undervisning er et undervisningsområde, hvor det centrale er et fags nødvendige færdigheder. Pædagogikken er ikke særligt meget anderledes, end den er, når der undervises på andre områder, men flere forhold er meget markante netop her:
- kønsfordelingen vil ofte være skæv
- aldersspredningen kan være meget stor
- spredningen i forkundskaber fra skolen kan være meget stor
- deltagernes motivation er generelt meget høj
- deltagernes praktiske erfaringsgrundlag er ofte meget spredt
- deltagerne har ofte ulyst til at eksperimentere med nye metoder
- lærerne skal have gode pædagogiske, faglige og menneskelige forudsætninger
- det er let at opstille relevante undervisningsforløb
- evalueringen er meget enkel: kan de, eller kan de ikke anvende fagets metoder?

Det her nævnte gælder for undervisning i praktisk betonede håndværksfag. Inden for de akademiske fagområder undervises der også i fagmetodik, men dér er der tale om et typisk kerneområde inden for hvert af fagene. Se de enkelte fag.